# Dan Tichon
Dan Tichon (vyslovováno [tychon], hebrejsky  דן תיכון‎; 5. ledna 1937 – 30. září 2024) byl izraelský politik a poslanec Knesetu za Likud a alianci Likud-Gešer-Comet.

## Biografie
Narodil se v Kirjat Chajim. Sloužil v izraelské armádě, kde dosáhl hodnosti Sergeant Major (Rav Samal Mitkadem). Vystudoval v bakalářském programu ekonomii a mezinárodní vztahy na Hebrejské univerzitě. Pracoval pak jako ekonom. Hovořil hebrejsky a anglicky.

## Politická dráha
V letech 1970–1974 působil jako poradce ministra průmyslu, obchodu a práce se zaměřením na regionální rozvoj, obchod a drobné podnikání. V letech 1971–1981 pracoval ve vedení stavební společnosti Shikun Upituach.
V izraelském parlamentu zasedl poprvé po volbách v roce 1981, v nichž kandidoval za Likud. Byl členem výboru pro státní kontrolu, finančního výboru a výboru pro záležitosti vnitra a životního prostředí. Předsedal podvýboru pro audit odborů. Mandát obhájil po volbách v roce 1984. Zastával post místopředsedy Knesetu, člena finančního výboru, výboru státní kontroly a zvláštního výboru pro podporu exportu. Opětovně se dočkal zvolení ve volbách v roce 1988. Zachoval si post místopředsedy Knesetu. Nastoupil jako člen do výboru finančního, výboru státní kontroly a výboru pro ekonomické záležitosti. Na postu člena parlamentu se udržel i po volbách v roce 1992. Stal se členem finančního výboru, výboru státní kontroly a společného výboru pro rozpočet Knesetu.
Ve volbách v roce 1996 mandát obhájil. Kandidoval tehdy za střechovou kandidátní listinu Likud-Gešer-Comet. Stal se potom předsedou Knesetu. Ve volbách v roce 1999 nebyl zvolen.